# شاپورآباد (برخوار)
شاپورآباد شهری از توابع  بخش حبیب‌آباد شهرستان برخوار در استان اصفهان ایران قرار دارد.
این شهر در ۱۸ کیلومتری شهر اصفهان و در مرز کویر واقع است و آب و هوای گرم و خشک دارد.
جمعیت این شهر طبق سر شماری سال ۱۳۹۵ خورشیدی ۵،۹۱۵ نفر است.
شغل بیشتر مردم شاپورآباد کشاورزی وخدمات می‌باشد. منبع آب کشاورزی این شهر آب زیرزمینی است که به علت برداشت بی‌رویه از آب‌های زیرزمینی اکثر چاه‌های آن کم‌آب شده و سطح آب زیرزمینی افت شدیدی داشته‌است و به تبع آن کشاورزی از رونق افتاده و اکثر مردم از کشاورزی به کارگری تغییر شغل داده‌اند.

## پیشینه
ماکسیم سیرو جهانگرد فرانسوی نویسنده کتاب «راه‌های تاریخی اصفهان» قدمت شاپورآباد را پیش از اسلام ذکر کرده‌است. مسجد جامع شاپورآباد (که به علت بی‌اطلاعی اهالی روستا تخریب شده‌است) و آرامگاه شاهفیروز گواه این مطلب هستند. نشانه‌هایی در مسجد جامع وجود داشته‌است که این مکان را به پیش از اسلام آتشکده مرتبط کرده‌است. آرامگاه شاه‌پیروز (که اهالی روستا آن را امامزاده می‌دانند)، برج کبوتر و برج دوقلو، خانه حاج علی آقا، تکیه و چند خانه قدیمی است، از آثار باستانی موجود در این شهر و بقایای قلعه درمیان در شمال شاپورآباد از آثار باستانی خارج از شهر هست.
شاپورآباد تا پیش از شهر شدن مرکز دهستان شاپورآباد بود. این روستا در۲۹اردیبهشت سال ۱۳۹۰ به عنوان یک‌صدمین شهر استان اصفهان شناخته شد و هومن شیروانیان به عنوان نخستین شهردار شهر شاپورآباد معرفی گشت. در سال ۱۳۹۳ شهرداری شاپورآباد با همراهی شورای محل اقدام به تخریب بناهای قدیمی وتاریخی نمود. به نظر می‌رسد ایجاد بناها و ساختمان جدید شهرداری درمکان مزبور از جمله اهداف این اقدام نسنجیده می‌باشد.